# Somatina eurymitra
Somatina eurymitra är en fjärilsart som beskrevs av Turner 1926. Somatina eurymitra ingår i släktet Somatina och familjen mätare. Inga underarter finns listade i Catalogue of Life.